# Siarhej Sidorski
Siarhej Siarhejevitj Sidorski (belarusiska: Сярге́й Сярге́евіч Сідо́рскі, uttal: [sʲarˈʝej sʲiˈdorsci], łacinka: Siarhiej Siarhiejevič Sidorski, ryska: Серге́й Серге́евич Сидо́рский, Sergej Sergejevitj Sidorskij), född den 13 mars 1954 i Homel, Vitryska SSR, Sovjetunionen (nuvarande voblastet Homel, Belarus), är en belarusisk politiker och som var Belarus premiärminister 19 december 2003–28 december 2010. Han var dessförinnan tillförordnad premiärminister från 10 juli 2003.